# Протозоеа
Протозое́а (от др.-греч. πρῶτος — «первый» и ζωή — «жизнь») — пелагическая личинка десятиногих ракообразных.
У большинства видов ракообразных данная стадия проходит в яйце; свободноплавающая протозоеа свойственна некоторым примитивным креветкам (следует за метанауплиусом). Протозоеа имеет сегментированную грудь, головогрудный щит (карапакс), несегментированное брюшко, пару сложных (фасеточных) сидячих глаз. Прочие конечности могут быть намечены в виде слабых зачатков. После линьки протозоеа переходит в следующую стадию — зоеа.